# San Nicolás de Ibarra
San Nicolás de Ibarra es una localidad rural perteneciente al municipio de Chapala en la región Sureste del estado mexicano de Jalisco. De acuerdo al censo de población del año 2020 la localidad tiene un total de 1513 habitantes.

## Localización
San Nicolás de Ibarra se ubica en la zona este del municipio de Chapala. Se sitúa en las coordenadas 20°19′47″N 103°07′44″O / 20.32972, -103.12889 a una altura media de 1535 metros sobre el nivel del mar (m s. n. m.).

## Demografía
En 2020 la población de San Nicolás de Ibarra fue de 1513 habitantes siendo 759 mujeres y 754 hombres. Tiene una densidad de población de 1313 habitantes por kilómetro cuadrado y un área de 1.12 km².
El índice de fecundidad es de 2.44 hijos por mujer; el grado promedio de escolaridad es de 8.35 años; el 4.82 por ciento de la población viene de fuera del estado de Jalisco.
En el año de 1900 solo había 575 habitantes.
| 575                                  | 807 | 770 | 918 | 1041 | 974 | 1149 | 1517 | 1440 | 1412 | 1324 | 1321 | 1259 | 1369 | 1513 |
| (Fuente: Censos y conteos del INEGI) |     |     |     |      |     |      |      |      |      |      |      |      |      |      |